# William Nelson Copley
Pour les articles homonymes, voir William Nelson, Nelson, Pendleton et Copley.
William Nelson Copley, ou simplement William Copley, William N. Copley ou Bill Copley, également connu sous sa signature CPLY, est un peintre et collectionneur d'art américain, né le 24 janvier 1919 à New York, et mort le 7 mai 1996 à Sugarloaf Key ou le 8 mai 1996 à Miami.

## Biographie
William Nelson Copley est né le 24 janvier 1919 à New York. Il est abandonné lorsqu'il est enfant.
Il étudie à la Phillips Academy à Andover au Massachusetts en 1946, puis à l'Université de Yale. Il participe à la campagne d'Italie en tant que soldat dans l'armée américaine.
Il signe son travail « Cply ».
William Nelson Copley meurt le 7 mai 1996 à Sugarloaf Key, ou le 8 mai 1996 à Miami.
Après avoir été marié à Norma Copley, William Nelson Copley épouse en 1968 Stella Yang, avec qui il a une fille, Theo Copley, en 1972. Ils divorcent en 1976.